# Amantadina
L'amantadina (o 1-adamantilammina) è un farmaco che, inizialmente sviluppato come antivirale, ha dimostrato di essere anche efficace in alcune forme della malattia di Parkinson.

## Amantadina come antivirale
L'amantadina è utile nel trattamento delle infezioni virali che coinvolgono le vie respiratorie, quali i Virus dell'influenza A e i virus respiratori sinciziali. Sebbene l'approccio preferito per combattere l'influenza di tipo A sia la vaccinazione, l'utilizzo di farmaci antivirali può risultare utile in casi particolari, come pazienti che risultano allergici ai vaccini antinfluenzali o quando l'infezione è dovuta ad una variante virale non coperta da vaccini. Sebbene l'utilizzo dei farmaci per il trattamento dei virus respiratori abbia una efficacia limitata nel bloccare un'infezione già allo stadio sintomatico, farmaci come l'amantadina e i suoi congeneri (come la rimantadina), si sono dimostrati utili nel prevenire le infezioni del virus influenzale A, e sono perciò consigliati nel trattamento profilattico.

## Meccanismo d'azione
L'esatto meccanismo d'azione non è stato completamente chiarito ma recenti studi sembrano poter affermare che l'amantadina possa legarsi ad una specifica proteina della membrana virale che media la fusione della membrana virale con la membrana citoplasmatica. Il virus dell'influenza A normalmente penetra nella cellula legandosi alle molecole di acido sialico, per poi essere endocitato. Nella vescicola endocitica, grazie alla presenza della proteina canale M2 che pompa H+ al suo interno, si crea un ambiente acido che modifica la struttura dell'emoagglutinina. Questa è infatti composta da due subunità, H1 e H2, collegate tra loro da un ponte disolfuro. H1 è l'antirecettore virale, mentre H2 (che è nascosta da H1) è la proteina fusogena. Il pH acido serve a rompere il ponte disolfuro e quindi a liberare la proteina fusogena che permette appunto la fusione.  Bloccando M2 non può avvenire la liberazione dell'RNA virale e il processo infettivo è interrotto.
È ipotizzabile però anche un secondo meccanismo d'azione: una volta che il virus ha infettato la cellula umana, libera il proprio RNA che, utilizzando le strutture cellulari, servirà per la sintesi delle proteine virali e successivamente dei virioni che verranno liberati dalla cellula infettata. L'amantadina sembra possa intervenire in quest'ultimo processo, inibendo quindi la liberazione dei nuovi virioni.

## Resistenza
La resistenza è un problema di grande rilevanza e una sfida importante nella farmacologia e nella ricerca. Infatti molti microorganismi sono in grado di sviluppare meccanismi biochimici capaci di aggirare l'attività del farmaco. Per l'amantadina la resistenza non è ancora un problema clinico, sebbene alcuni ceppi virali abbiano già dimostrato un'elevata resistenza spiegabile con una mutazione della proteina M2. La resistenza che si instaura è crociata, quindi un virus resistente all'amantadina automaticamente diventa resistente anche alla rimantadina.

## Farmacocinetica
L'amantadina è ben assorbibile per via orale e si distribuisce bene in tutto l'organismo. Essendo in grado di passare la BEE (barriera ematoencefalica) penetra rapidamente nel SNC. L'amantadina viene scarsamente metabolizzata ed è escreta nelle urine. Ciò è a significare che in caso di insufficienza renale, l'amantadina si può accumulare nell'organismo e causare effetti tossici quali, in stato avanzato di intossicazione, insufficienza epatica e prolungata tachicardia fino ad infarto miocardico.

## Effetti collaterali
Riguardano in particolar modo il Sistema nervoso centrale: insonnia, vertigini, atassia, allucinazioni e convulsioni. Dà anche livedo reticularis ed edemi declivi, sintomi che non regrediscono se non con la sospensione. Deve essere evitata la somministrazione in pazienti con insufficienza renale in quanto sono comuni sintomi neurologici che possono portare a exitus del paziente; in questi pazienti l'emodialisi risulta inutile, in quanto il farmaco - legandosi alle proteine - non riesce a essere rimosso in quantità significative. Attenzione deve essere attuata in persone con disturbi del ritmo e della conduzione cardiaci, particolarmente se il farmaco viene associato ad altri che prolungano l'intervallo Q-T.

## Amantadina come antiparkinsoniano
A livello del SNC l'amantadina si è dimostrata utile nella malattia di Parkinson. In questa patologia si registra una diminuzione della quantità di dopamina a livello della sostanza nera. L'amantadina aumenta la sintesi e la liberazione della dopamina migliorando le condizioni del paziente. È anche un debole antagonista dei recettori NMDA dell'acido glutammico, neurotrasmettitore eccitatorio che modula le vie motrici.
L'amantadina è comunque un farmaco di marginale importanza nella cura del Parkinson, utilizzabile nelle forme lievi ed iniziali.

## Amantadina nella sclerosi multipla
Numerosi studi controllati hanno dimostrato l'efficacia di tale farmaco contro la fatica nei pazienti con sclerosi multipla; a tale scopo l'amantadina è anche il composto più comunemente usato (in compresse orali da 100-200 mg al giorno, assunte di norma la mattina).